# Erika Eiffel

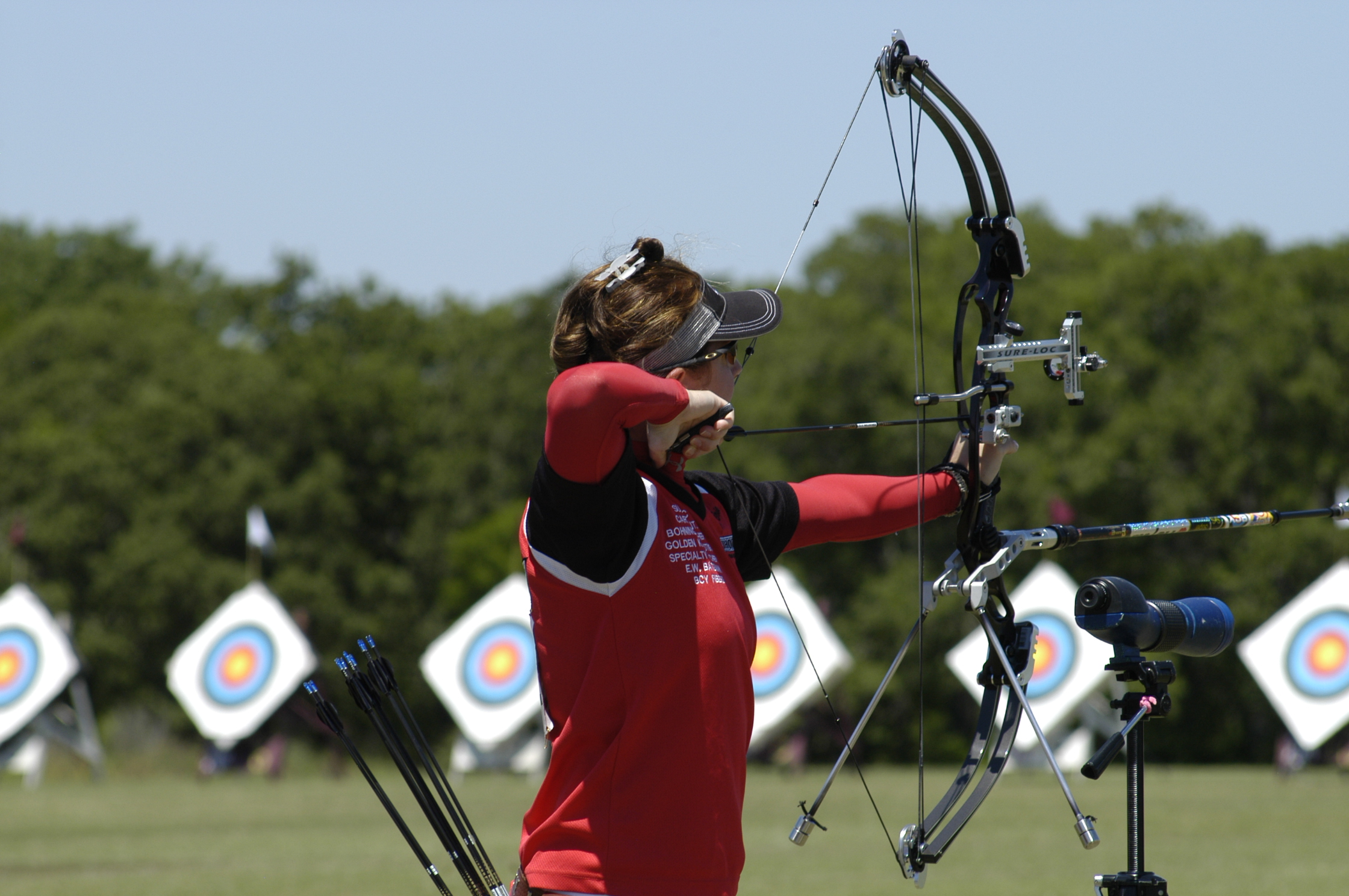
Erika Eiffel beim Texas Shootout Archery 2006

Erika „Aya“ Eiffel (auch Erika La Tour Eiffel, geb. Erika LaBrie; * 19. Juni 1972 in La Plata, Maryland) ist eine US-amerikanische Bogenschützin und Aktivistin, die vor allem durch ihre Beziehung mit dem Eiffelturm bekannt wurde. Ihre „Eheschließung“ mit der Pariser Sehenswürdigkeit löste ein weltweites Medienecho aus, darüber hinaus wurde Eiffel bekannt als Mitbegründerin von OS Internationale, das sich für die Belange von Objektsexuellen einsetzt.

## Biografie
Erika Eiffel wurde als Erika LaBrie in Maryland geboren, wuchs aber in Maine bei Pflegefamilien auf. Schon als Kind interessierte sie sich für Kampfkunst. Nach Beendigung ihrer Schullaufbahn ging LaBrie zur Ellsworth Air Force Base, wo sie als Meteorologin sowie auf dem Kampfjet F-15 als Kopilotin ausgebildet wurde. Ihr gelang die Aufnahme in die United States Air Force Academy. Daneben vertiefte sie auf der Luftwaffenbasis ihre Kenntnisse in verschiedenen asiatischen Kampfkunststilen.
Nach einem Vorfall, bei dem LaBrie ein Opfer sexueller Belästigung wurde und sich mit einem japanischen Holzschwert verteidigte, unterbrach sie ihre militärische Laufbahn und ging 1994 für zwei Jahre nach Japan. LaBrie kehrte 1996 in die Vereinigten Staaten zurück, konnte aber aus gesundheitlichen Gründen ihre Karriere bei der US Air Force nicht fortsetzen. Sie zog daraufhin erneut nach Japan.
In Japan widmete sich LaBrie zunächst verschiedenen Disziplinen des Schwertkampfes, unter anderem errang sie den dritten Dan in Iaidō. Als sie aufgrund einer Rückenverletzung diesen Sport aufgeben musste, begann sie sich ab 1999 für die japanischen Bogenschießkünste Kyūdō und Yabusame zu interessieren. Sie bewies ein großes Talent in diesem Sport und stellte mehrere japanische Rekorde im Bogenschießen auf. 2002 verließ LaBrie endgültig Japan und trat fortan für die Vereinigten Staaten bei internationalen Bogenschießwettbewerben an. Sie erreichte Top-10-Platzierungen in internationalen Einzelwettbewerben, gewann mehrere nationale Meisterschaften und war zwischen 2004 und 2009 mehrmals Mitglied der US-amerikanischen Nationalmannschaft. 

## Objektsexualität

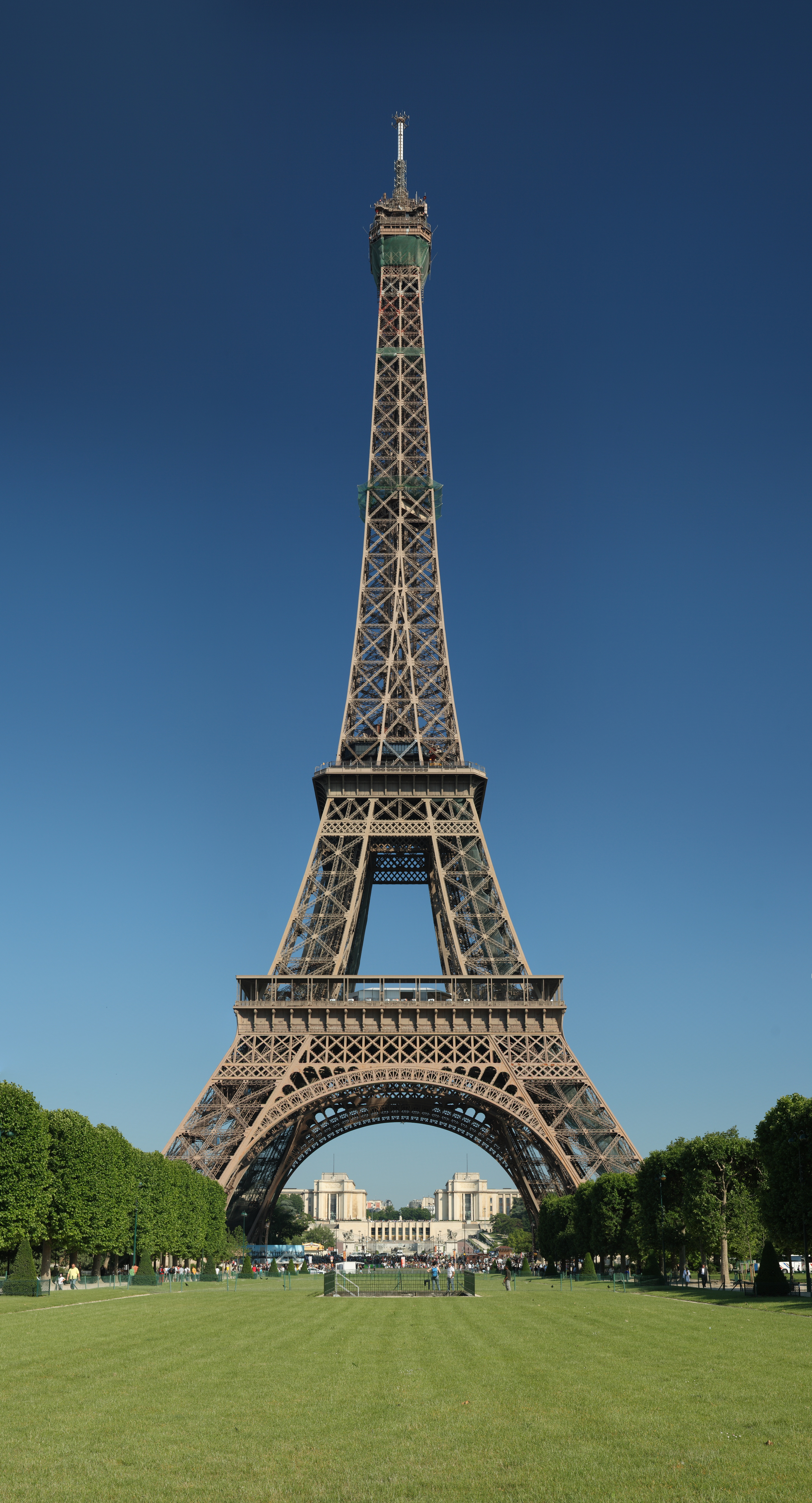
Der Eiffelturm in Paris

Bereits als Kind war Erika LaBrie von verschiedenen Gegenständen fasziniert, zu denen sie eine intensive Beziehung aufbaute. Neben dem japanischen Schwert, das sie in der United States Air Force Academy besaß, und ihrem ersten Sportbogen zählte auch ein F-15-Kampfflugzeug zu den Objekten, die LaBrie emotional anzogen.
Im Januar 2004 besichtigte Erika LaBrie zum ersten Mal den Eiffelturm in Paris. LaBrie entwickelte eine besondere Beziehung zu dem Bauwerk, das sie in den folgenden Jahren regelmäßig besuchte. Am 8. April 2007 „heiratete“ sie schließlich in einer privaten Zeremonie und im Beisein enger Freunde den Eiffelturm. Zwar haben die Behörden die Eheschließung nicht anerkannt, eine Namensänderung wurde aber gewährt, so dass La Brie seit 2007 den offiziellen Namen Erika Eiffel trägt.
Mit ihrer symbolischen Hochzeit bekannte sich Erika Eiffel öffentlich zu ihrer Objektsexualität. Die Bezeichnung für diese seltene sexuelle Ausrichtung geht auf die Schwedin Eija-Riitta Eklöf-Berliner-Mauer zurück, die im Jahr 1979 die Berliner Mauer „ehelichte“. Erika Eiffel gründete im Februar 2008 zusammen mit dem Deutschen Oliver Arndt die Webseite Objectum Sexuality Internationale (OS Internationale), das als ein weltweites Forum für Objektophile und als Informationsplattform über Objektsexualität dient.
Durch die Gründung von OS Internationale wurden die Medien aufmerksam auf Eiffel. Zahlreiche Interviews erschienen; der britische Fernsehsender Channel Five porträtierte Eiffel in einem Dokumentarfilm. Anlässlich ihres zweiten „Hochzeitstages“ trat Erika Eiffel in der Nachrichtensendung Good Morning America auf, weitere Fernsehauftritte folgten. Wurde Objektsexualität bislang als eine Skurrilität wahrgenommen, so hatte der Fall von Erika Eiffel das Interesse von Sexualwissenschaftlern geweckt, 2010 wurden erste wissenschaftliche Abhandlungen zum Thema publiziert. Eiffel betrachtet ihre Objektsexualität nicht als Fetischismus, sondern als eine sexuelle Orientierung. Ihre Beziehung zum Eiffelturm sei von „tiefen spirituellen und hohen emotionalen Gefühlen“ geprägt, eine sexuelle Handlung im herkömmlichen Sinne finde dabei nicht statt.

## Leben in Berlin
2009 zog Erika Eiffel von Kalifornien nach Berlin. Sie blieb weiterhin dem Eiffelturm verbunden, doch rückte nun ihre Leidenschaft für die Berliner Mauer in den Mittelpunkt. Bereits in den 1980er Jahren war sie von der Mauer fasziniert, verdrängte diese Emotionen allerdings jahrelang. 2008 sprach Eiffel erstmals öffentlich über ihr Interesse an der Berliner Mauer, als sie an der Seite von Eija-Riitta Eklöf-Berliner-Mauer in dem Dokumentarfilm Berlinmuren auftrat. Der Film des norwegischen Künstlers Lars Laumann wurde im Rahmen der 5. Berlin Biennale für zeitgenössische Kunst produziert. Auch Erika Eiffel hat sich künstlerisch mit der Berliner Mauer auseinandergesetzt, im Herbst 2008 wurden im Mauermuseum mehrere von Eiffel gestaltete Nachbildungen der Mauer ausgestellt.
Nach einer Umschulung war LaBrie Kranführerin geworden. 2013 gewann sie die Weltmeisterschaft der Damen im Fahren von Turmdrehkränen. Beim Richtfest des Humboldtforums Berlin am 12. Juni 2015 manövrierte sie den Richtkranz auf den Rohbau.
Basierend auf Erika Eiffels Liebesbeziehungen zum Eiffelturm und zur Berliner Mauer entstand 2010 das Musical Erika’s Wall, das 2010 von der Music Theatre Company in Highland Park, Illinois uraufgeführt wurde.